# هنری کالتنبرون
هنری کالتنبرون (انگلیسی: Henry Kaltenbrunn; ۱۵ مهٔ ۱۸۹۷ – ۱۵ فوریهٔ ۱۹۷۱) دوچرخه‌سوار اهل آفریقای جنوبی بود.